# 戸塚 (川口市)
戸塚（とづか）は、埼玉県川口市の町名。現行行政地名は、戸塚一丁目から戸塚六丁目。住居表示実施地区。郵便番号は333-0811。

## 地理
川口市の北東部、かつての戸塚村の地域に位置する。地区内は大宮台地（鳩ヶ谷支台）および綾瀬川流域沿いの沖積平野からなる。北東部はさいたま市緑区と接する。戸塚地区の中心地であり、戸塚支所が所在する。また、東川口駅の南口の市街にあたる範囲であるため、住宅地が増え続けている。
川口市戸塚南部特定土地区画整理事業によって整備された街並みが広がっている。2014年4月に、残っていた大字戸塚が住居表示実施し戸塚南となり、大字戸塚は消滅した。
地区内に縄文後期の貝塚である精神場貝塚が所在する。

### 地価
住宅地の地価は、2017年（平成29年）の公示地価によれば、戸塚三丁目29-10の地点で22万5000円/m2となっている。

## 歴史
もとは江戸期より存在した足立郡三沼（見沼）領に属する戸塚村であった。
- はじめは幕府領、以降変遷無し[5]。なお、検地は1695年（元禄8年）に実施[7]。
- 1871年（明治4年）11月13日 - 第1次府県統合により埼玉県の管轄となる。
- 1879年（明治12年）3月17日 - 郡区町村編制法により成立した北足立郡に属す。郡役所は浦和宿に設置。
- 1889年（明治22年）4月1日 - 町村制施行に伴い、戸塚、西立野、長蔵新田および久左衛門新田、藤兵衛新田の2箇村3新田が合併し、戸塚村が成立。旧戸塚村は戸塚村の大字戸塚となる[5]。戸塚村の村役場を大字戸塚に開設する。
- 1956年（昭和31年）4月1日 - 戸塚村が大門村・野田村と合併し、美園村が成立[8][9]。美園村の大字となる。
- 1962年（昭和37年）5月1日 - 美園村のうち、旧大門村のうち差間・大字北原の一部（小字行衛）を除く区域と旧野田村が浦和市に、旧戸塚村と旧大門村のうち差間・行衛が川口市にそれぞれ編入される[8][9]。川口市の大字となる。
- 1973年 - 東川口駅が開業。
- 1980年（昭和55年）11月1日 - 大字戸塚から戸塚鋏町・戸塚境町が分離[10]。
- 1982年（昭和57年）5月1日 - 大字戸塚から東川口一丁目〜六丁目が分離[10]。
- 1984年（昭和59年）10月1日 - 大字戸塚から戸塚一丁目〜五丁目が成立（四丁目は行衛の一部を含む）。また、大字戸塚から戸塚東一丁目〜四丁目も成立[10]。
- 2014年（平成26年）3月1日 - 戸塚南部特定土地区画整理事業完了に伴い、大字戸塚（最後の残部）から戸塚南一丁目〜五丁目が成立[11]、大字部分が消滅。

## 世帯数と人口
2018年（平成30年）3月1日現在の世帯数と人口は以下の通りである。
| 丁目       | 世帯数    | 人口     |
| ---------- | --------- | -------- |
| 戸塚一丁目 | 904世帯   | 2,019人  |
| 戸塚二丁目 | 1,006世帯 | 2,104人  |
| 戸塚三丁目 | 1,063世帯 | 2,550人  |
| 戸塚四丁目 | 879世帯   | 2,349人  |
| 戸塚五丁目 | 570世帯   | 1,429人  |
| 戸塚六丁目 | 392世帯   | 896人    |
| 計         | 4,814世帯 | 11,347人 |

## 小・中学校の学区
市立小・中学校に通う場合、学区は以下の通りとなる
| 丁目       | 番地           | 小学校               | 中学校               |
| ---------- | -------------- | -------------------- | -------------------- |
| 戸塚一丁目 | 全域           | 川口市立戸塚小学校   | 川口市立戸塚西中学校 |
| 戸塚二丁目 | 全域           | 川口市立戸塚小学校   | 川口市立戸塚西中学校 |
| 戸塚三丁目 | 全域           | 川口市立戸塚小学校   | 川口市立戸塚西中学校 |
| 戸塚四丁目 | 1〜4番 9～26番 | 川口市立戸塚小学校   | 川口市立戸塚西中学校 |
| 戸塚四丁目 | その他         | 川口市立戸塚南小学校 | 川口市立戸塚西中学校 |
| 戸塚五丁目 | 全域           | 川口市立戸塚南小学校 | 川口市立戸塚西中学校 |
| 戸塚六丁目 | 全域           | 川口市立戸塚南小学校 | 川口市立戸塚中学校   |

## 交通

### 鉄道
- JR武蔵野線■東川口駅[6]
- 埼玉高速鉄道■東川口駅

### バス
- 国際興業バス
- 川口市コミュニティバス

### 道路
- 埼玉県道105号さいたま鳩ヶ谷線（日光御成街道）
- 埼玉県道381号東大門安行西立野線（東川口駅前通り）
- 南浦和越谷線 - 北川口陸橋より戸塚環境センターに至る片側2車線の通り
- けやき通
- 戸塚陸橋

## 施設
一丁目
- 東川口鳩笛保育園

二丁目
- 西光院マヤ幼稚園
- 東川口駅前行政センター（2024年5月開所）

三丁目
- 川口市立戸塚小学校
- 戸塚支所（2024年5月閉鎖）
- 川口市消防局東消防署戸塚分署

四丁目
- アスク東川口保育園

五丁目
- 川口戸塚五郵便局
- ステラ川口戸塚保育園

六丁目
- うぃず戸塚安行駅前保育園

## 寺社・史跡
- 西光院（一丁目）
- 七郷神社（三丁目）
- 本行寺（四丁目）
- 日月院（四丁目）
- 善行寺（五丁目）

## 公園・緑地
- 戸塚西台公園（一丁目）
- 戸塚緑地第二（二丁目）
- 戸塚中台公園（三丁目）
- 戸塚緑地第三（三丁目）
- 戸塚四丁目公園（四丁目）
- 一里塚ポケットパーク（四丁目）
- 戸塚中台第二公園（五丁目）
- 戸塚鋏第二公園（六丁目）